# Wuzłowe (przystanek kolejowy)
Wuzłowe (ukr. Вузлове) – przystanek kolejowy w miejscowości Wuzłowe, w rejonie czerwonogrodzkim, w obwodzie lwowskim, na Ukrainie. Położony jest na linii Lwów – Łuck – Kiwerce.

## Historia
Stacja kolejowa została otwarta, gdy tereny te należały do Austro-Węgier. W II Rzeczypospolitej stacja nosiła nazwę Chołojów od ówczesnej nazwy miejscowości Wuzłowe. Przebudowana do przystanku po upadku Związku Sowieckiego.